# Pennisetum shaanxiense
Pennisetum shaanxiense är en gräsart som beskrevs av Shou Liang Chen och Y.X.Jin. Pennisetum shaanxiense ingår i släktet borstgräs, och familjen gräs. Inga underarter finns listade i Catalogue of Life.